# Apogon neotes
Apogon neotes är en fiskart som beskrevs av Allen, Kuiter och Randall, 1994. Apogon neotes ingår i släktet Apogon och familjen Apogonidae. IUCN kategoriserar arten globalt som livskraftig. Inga underarter finns listade i Catalogue of Life.